# Meerhout
Meerhout este o comună din regiunea Flandra din Belgia. Suprafața totală a comunei este de 36,29 km². La 1 ianuarie 2008 comuna avea 9.578 locuitori. 
1. ↑  Totale oppervlakte volgens het Kadasterregister, België, gewesten en provincies (în neerlandeză), Algemene Directie Statistiek[*]